# Großbettlingen
Großbettlingen è un comune tedesco di 4 103 abitanti, situato nel land del Baden-Württemberg.